# Иголомя-Вавженьчице (гмина)
Иголомя-Вавженьчице (пол. Igołomia-Wawrzeńczyce) — сельская гмина (волость) в Польше, входит как административная единица в Краковский повет, Малопольское воеводство. Административным центром гмины является село Вавженьчице.
Население — 7629 человек (на 2004 год).

## Демография
| Перепись                       | Всего   | Всего | Женщины | Женщины | Мужчины | Мужчины |
| ------------------------------ | ------- | ----- | ------- | ------- | ------- | ------- |
| Единицы                        | человек | %     | человек | %       | человек | %       |
| Население                      | 7629    | 100   | 3889    | 51      | 3740    | 49      |
| Плотность населения (чел./км²) | 121,9   | 121,9 | 62,1    | 62,1    | 59,8    | 59,8    |

## Сельские округа
1. Добрановице
2. Иголомя
3. Козлица
4. Одвисле
5. Победник-Малы
6. Победник-Вельки
7. Рудно-Гурне
8. Стренгобожице
9. Тропишув
10. Вавженьчице
11. Выгнанув
12. Злотники
13. Зофиполе
14. Жидув

## Соседние гмины
1. Гмина Дрвиня
2. Гмина Коцмыжув-Любожица
3. Гмина Конюша
4. Краков
5. Гмина Неполомице
6. Гмина Нове-Бжеско
7. Гмина Прошовице